# Laufach (Fluss)
Die Laufach ist ein rechter und der größte Zufluss der Aschaff im unterfränkischen Landkreis Aschaffenburg im Spessart. Sie entsteht in Hain im Spessart durch den Zusammenfluss von linkem Seebach und rechtem Schwarzbach.

## Name
Der Name "Laufach" setzt sich aus den althochdeutschen Wörtern Lauf im Sinne von Stromschnelle und aha für Wasser zusammen. Das Gewässer gab der gleichnamigen Gemeinde ihren Namen.

## Geographie

### Quellbäche

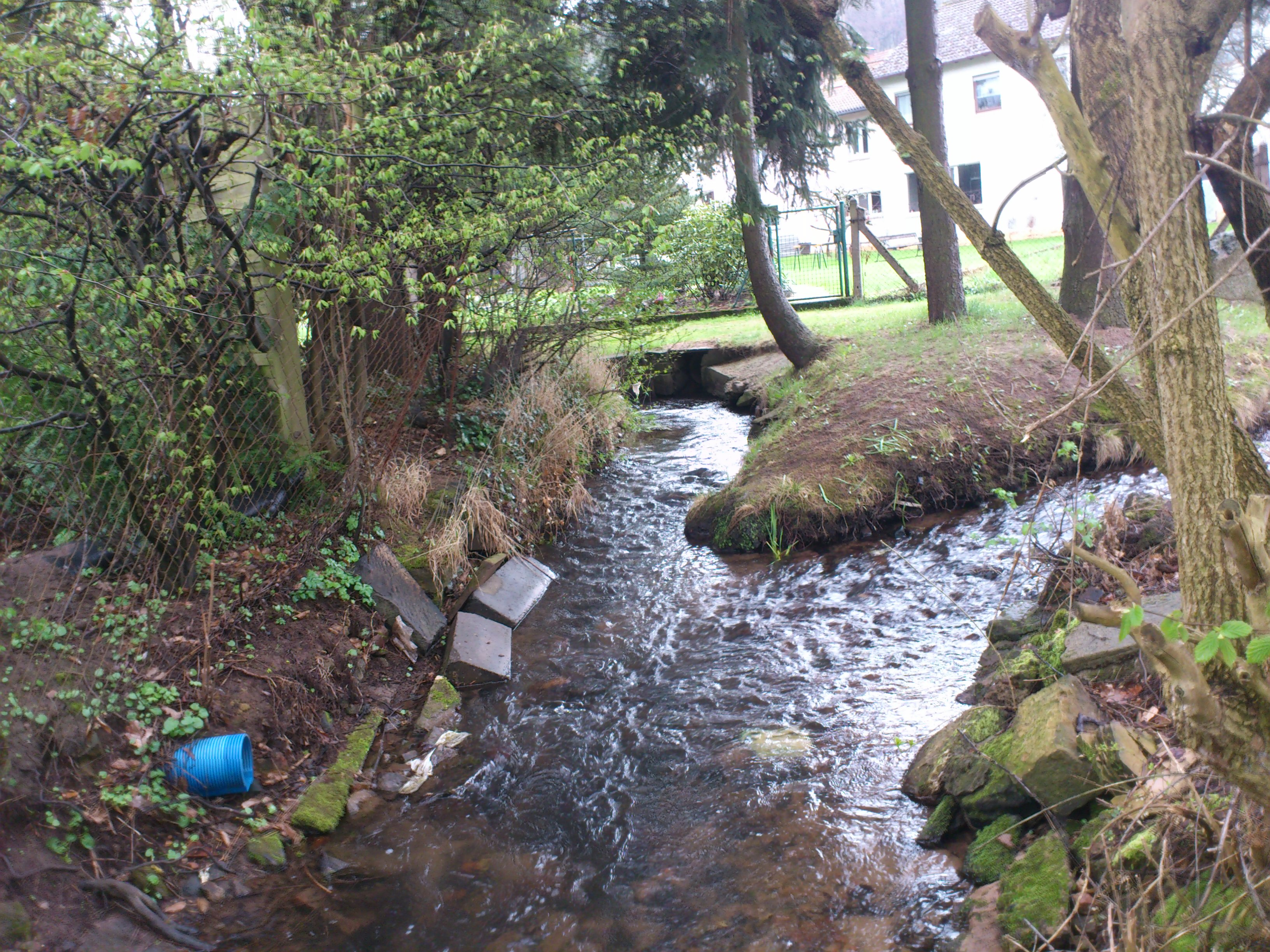
Zusammenfluss von Seebach (hinten rechts) und Schwarzbach (hinten)

#### Seebach
Der Seebach entspringt im Forst Hain im Spessart am Fuße des Miesberges (470 m), nordwestlich von Rothenbuch, aus mehreren Quellen. Er fließt unterhalb der Bundesstraße 26 nach Nordwesten, durchfließt einige Teiche und verläuft vorbei an der Alten Forstmühle nach Hain im Spessart. Der Seebach ist mit etwa 3,9 km der längere Quellbach.

#### Schwarzbach
Der etwa 3,1 km lange Schwarzbach entspringt am Fuße des Schwarzkopfes (460 m) südöstlich von Hain. Er verläuft Richtung Schwarzkopftunnel. Dort fließen ihm weitere Bäche zu. Der Schwarzbach unterquert die Bahnstrecke und vereinigt sich in Hain mit dem Seebach zur Laufach.

### Verlauf
Ab dem Zusammenfluss fließt die Laufach nach Westen durch die Gemeinde Laufach und erreicht hier nach dem Entstehungsort Hain das gleichnamige Dorf, wo sie sich in zwei Arme teilt, die sich in der Ortsmitte beim Verkehrskreisel nahe der St. Thomas-Morus-Kirche wieder vereinen. Ganz kurz danach läuft von links und rechts je ein Bach zu. Weiter im Westen quert der Bach den Wohnplatz Hammer. Danach teilt sie sich beim Ortsteil Frohnhofen in zwei Arme, die sich jenseits der Gemeindegrenze zu Sailauf beim Schloss Weyberhöfe wiederum vereinen. Hier mündet auch gleich von rechts ihr größter Zufluss, der Sailaufbach, und sie wechselt auf das Gebiet des Marktes Hösbach, wo die Laufach wenige hundert Meter danach östlich des Dorfes und neben der A 3 von rechts in die Aschaff mündet, die anschließend in Laufach-Richtung westlich weiterzieht.
Da die Laufach an ihrer Mündung wasserreicher als die Aschaff ist, wird sie in manchen Karten fälschlicherweise als Aschaff bezeichnet.

### Einzugsgebiet
Das Einzugsgebiet der Laufach grenzt im Nordwesten und Norden an das der Kahl, von Nordosten bis Südosten konkurriert jenseits eines hohen Bergrückens die Lohr, dann dort kurz die Hafenlohr. Im Süden und Westen entwässert jenseits der im Westen oft wenig ausgeprägten Wasserscheide die aufnehmende Aschaff selbst.
Der höchste Punkt, der eben noch im Einzugsgebiet liegt, ist eine namenlose Kuppe im Norden, die 507 m ü. NHN erreicht, etwa einen Kilometer nördlich des Gipfels der Steigkoppe (502 m ü. NHN). Im Osten läuft die Wasserscheide zur Lohr über den 460,4 m ü. NHN höhen Schwarzkopf. Der höchste Punkt am Südrand des Einzugsgebietes liegt zurückgesetzt auf dem Miesberg auf 484 m ü. NHN.

### Zuflüsse
- Beibuschbach, von rechts im Dorf Laufach auf 176 m ü. NHN
- Erlenbach, von links im Dorf Laufach keine 50 m weiter
- Erbigsbach, von links beim Wohnplatz Hammer von Laufach auf 164 m ü. NHN
- Hembach, von links bei Laufach-Frohnhofen
- Sailaufbach, von rechts bei Sailauf-Weiberhof auf 148 m ü. NHN

### Flusssystem Aschaff
- Liste der Fließgewässer im Flusssystem Aschaff

## Verkehr
Die B 26 tritt mit dem linken Quellbach Seebach ins Tal und folgt der Laufach, zumeist rechtsseitig, bis hin zur Mündung. Überwiegend auf der anderen Seite laufend, zieht von dort die Main-Spessart-Bahn ins Tal hinauf und verlässt es oberhalb von Hain durch den fast einen Kilometer langen Schwarzkopftunnel hinüber ins Talsystem der Lohr.